# Mallnitz
Mallnitz is een gemeente in de Oostenrijkse deelstaat Karinthië, gelegen in het district Spittal an der Drau. De gemeente heeft ongeveer 1000 inwoners. Mallnitz is vooral bekend om de Tauernschleuse (Tauernspoortunnel). Deze verbindt Böckstein met Mallnitz en is een alternatief voor de drukke snelweg A10. Mallnitz ligt midden in nationaal park Hohe Tauern en is dan ook een wintersportlocatie bij uitstek. Jaarlijks wordt het Mallnitzer Dorpsfest georganiseerd, met streekgerelateerde muziek, en ook een hardloopwedstrijd.

## Geografie
Mallnitz heeft een oppervlakte van 111,47 km². Het ligt in het Mölltal, tegen de grens tussen Karinthië en Salzburg aan.

## Bereikbaarheid
Mallnitz is via één weg te bereiken: de B105. Deze sluit aan op de B106, die op zijn beurt aansluit op de Tauern Autobahn (A10). Mallnitz is ook te bereiken met de trein. Vanaf Bad Gastein, waar Böckstein bij hoort, is men binnen 20 minuten in Mallnitz.

## Galerij

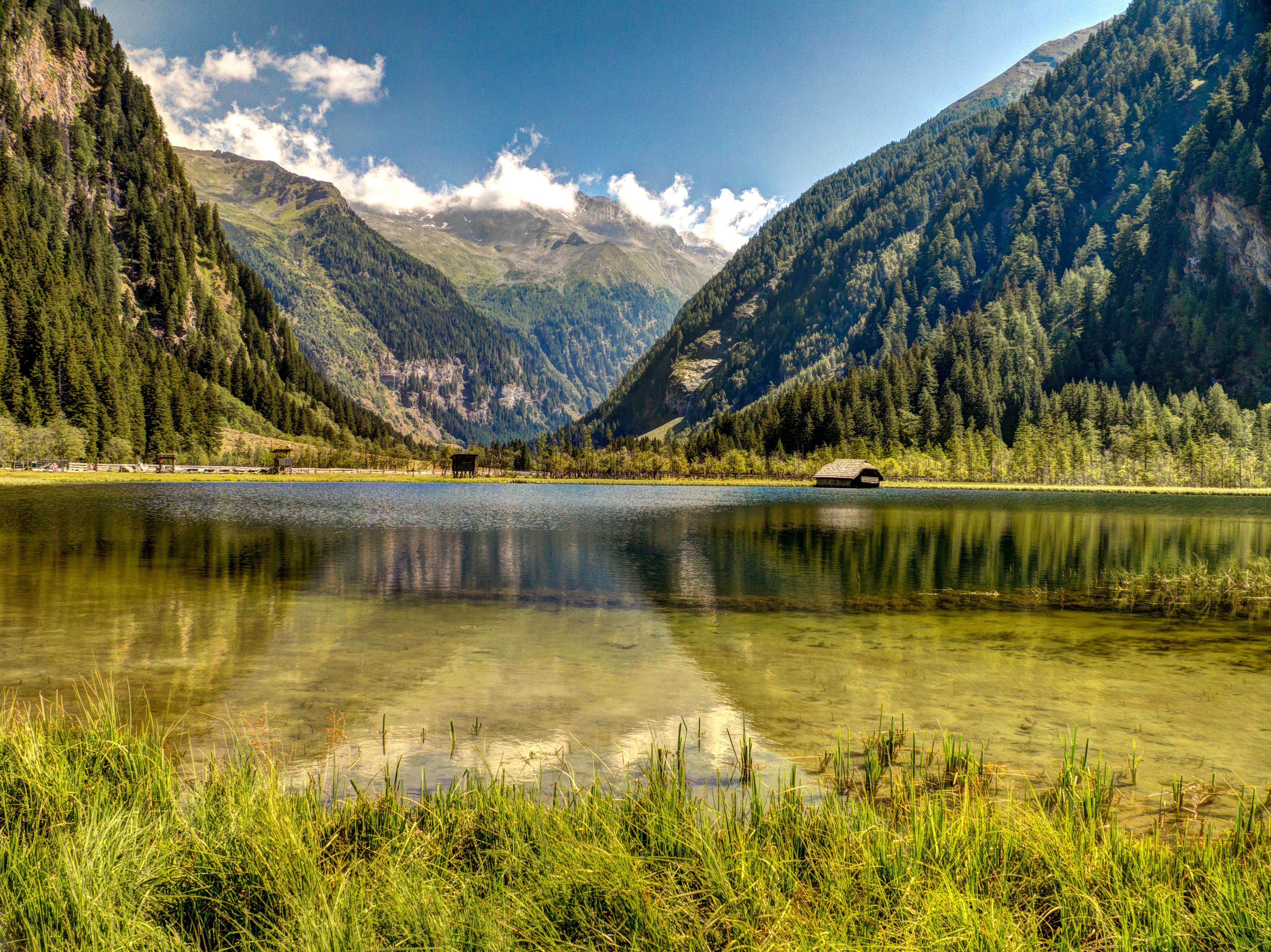
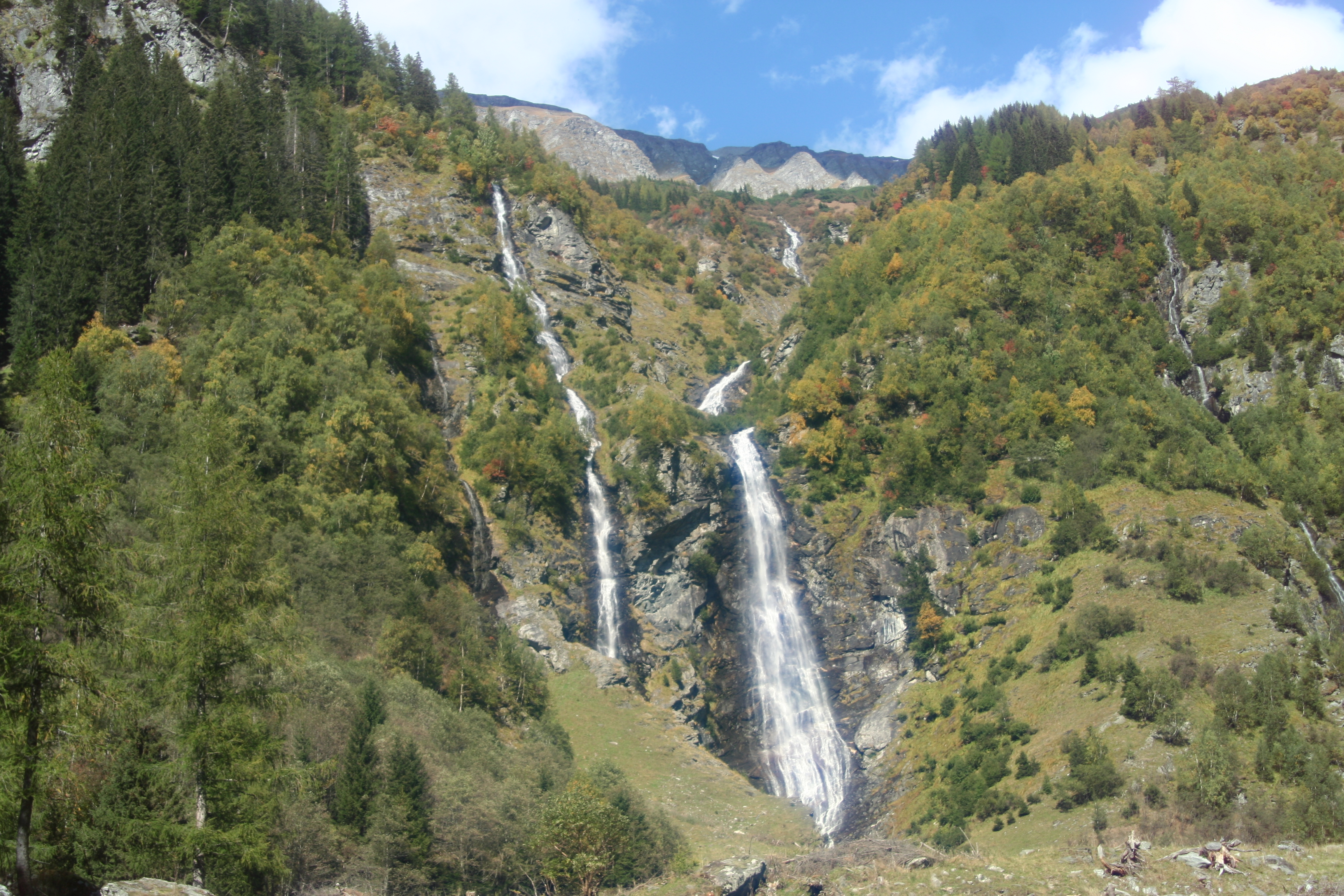
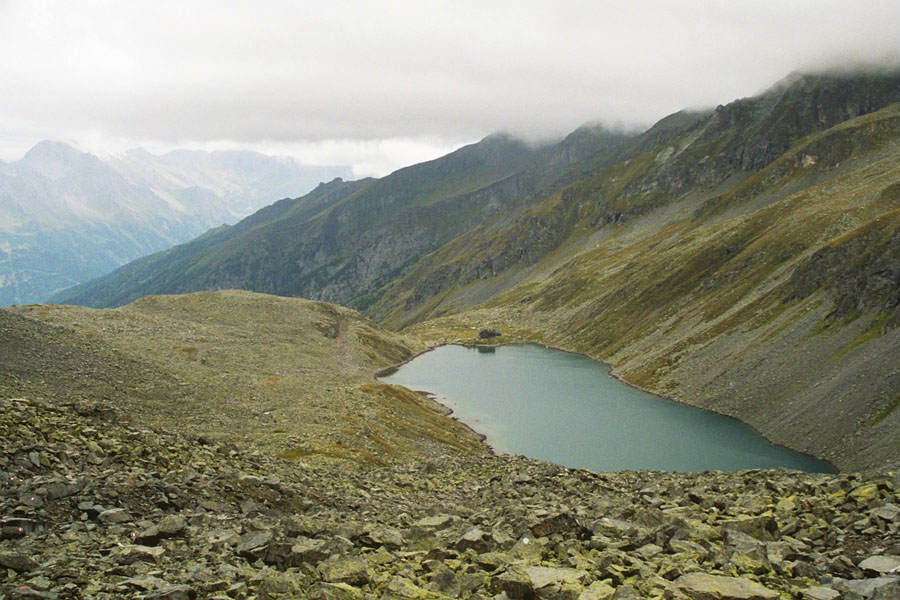
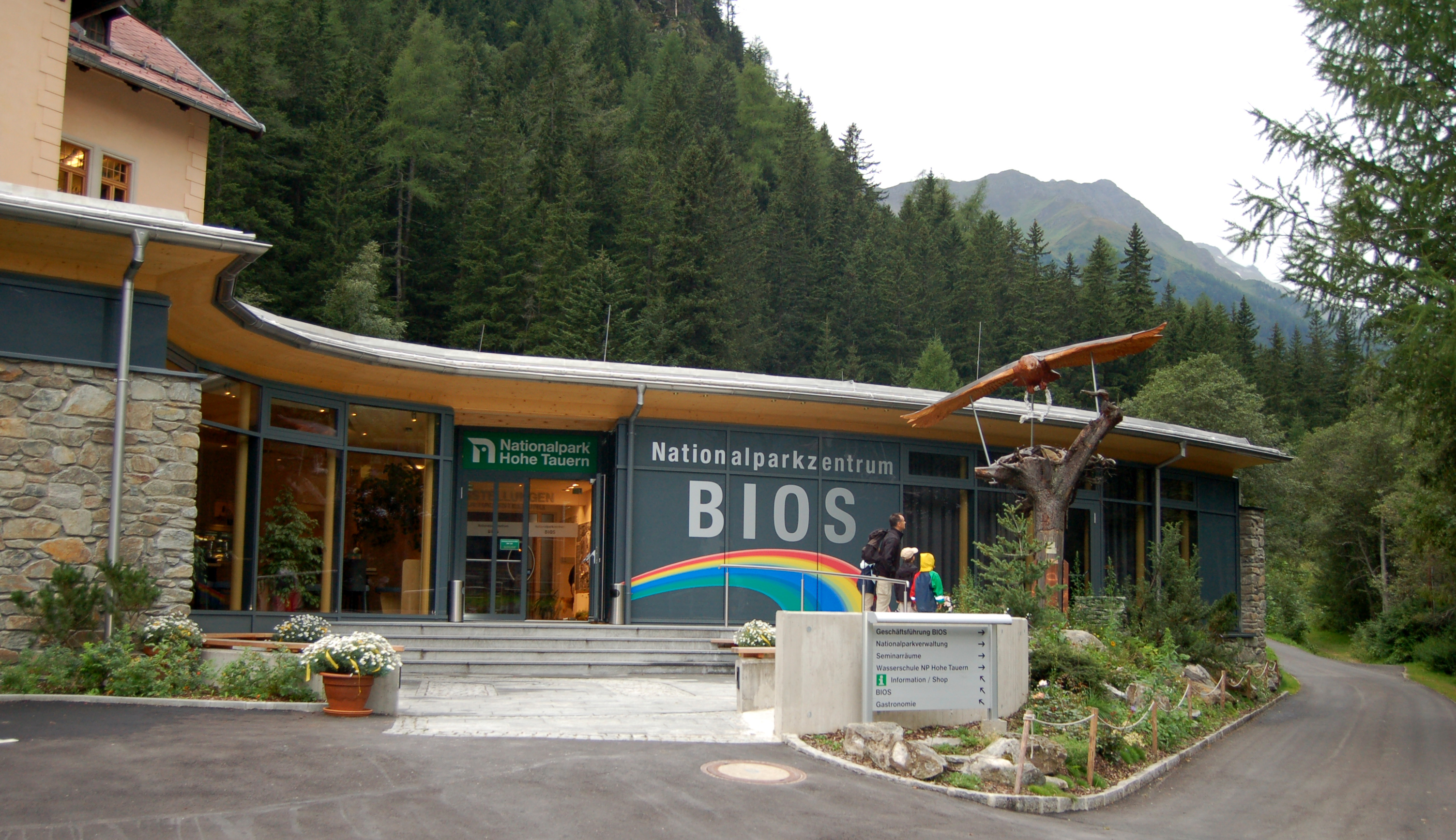
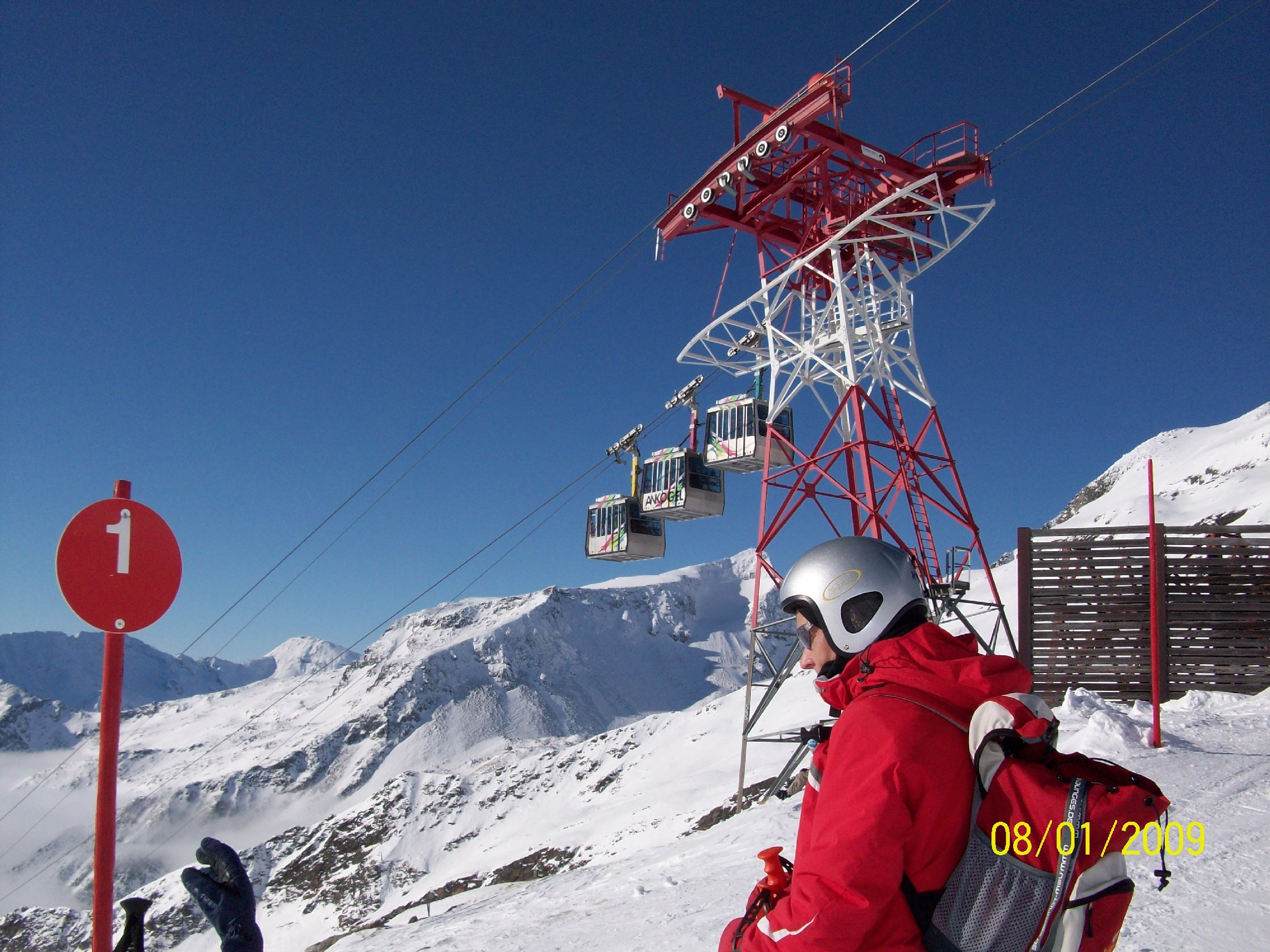
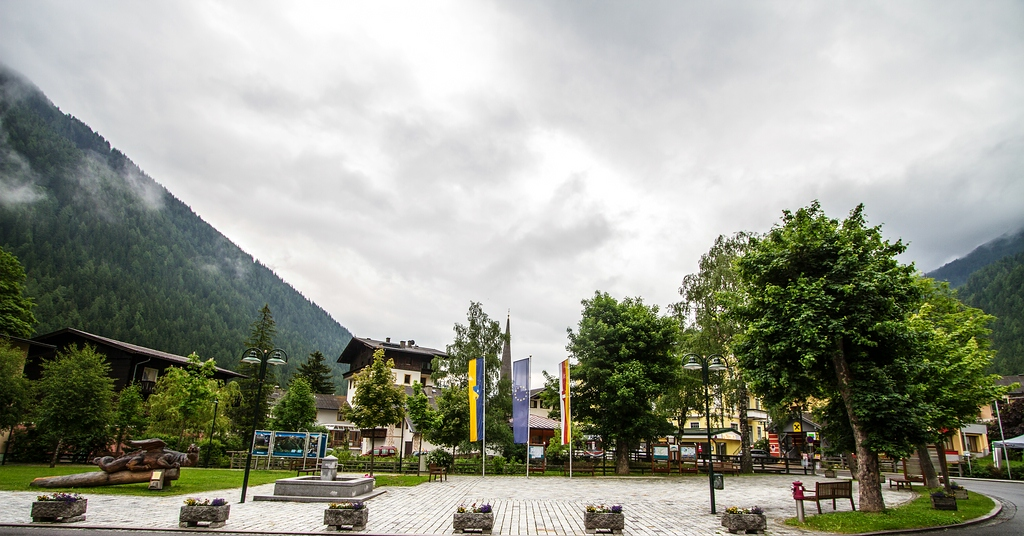
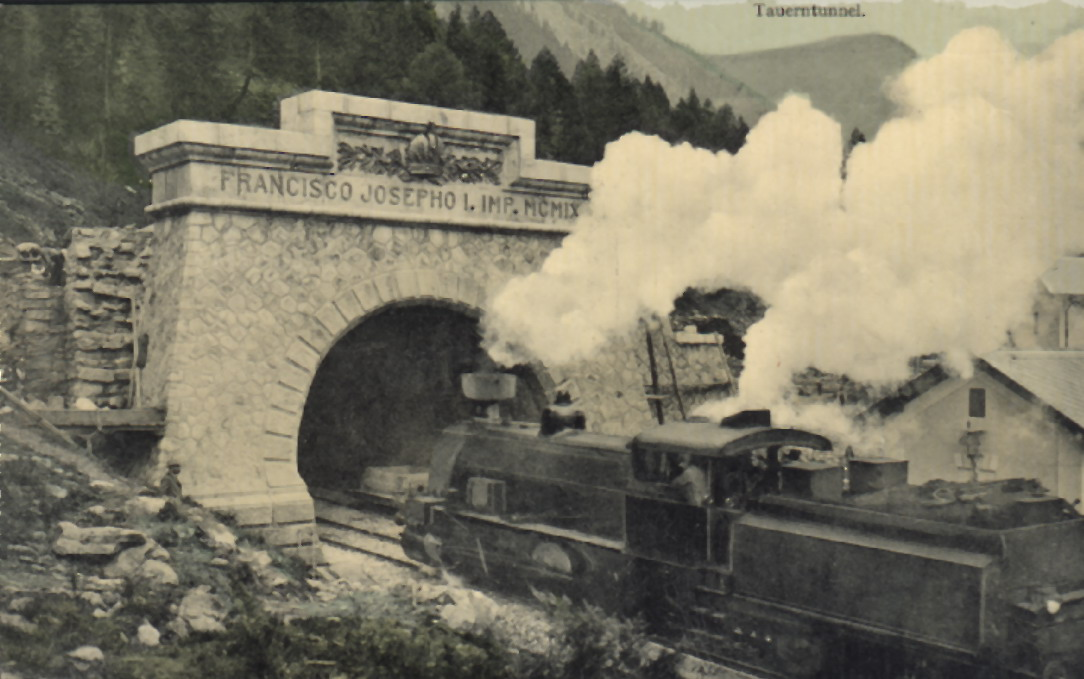

Bad Kleinkirchheim · Baldramsdorf · Berg im Drautal · Dellach im Drautal · Flattach · Gmünd in Kärnten · Greifenburg · Großkirchheim · Heiligenblut am Großglockner · Irschen · Kleblach-Lind · Krems in Kärnten · Lendorf im Drautal · Lurnfeld · Mallnitz · Malta in Kärnten · Millstatt am See · Mörtschach · Mühldorf · Oberdrauburg · Obervellach · Radenthein · Rangersdorf · Reißeck · Rennweg am Katschberg · Sachsenburg · Seeboden am Millstätter See · Spittal an der Drau (stad) · Stall · Steinfeld · Trebesing · Weissensee · Winklern
- Gemeinsame Normdatei: 4114946-4
- Virtual International Authority File: 237742238
- WorldCat: E39PCjJxd9KmkwWFdQYYvWtkDq